# Rhaphidorrhynchium percondensatum
Rhaphidorrhynchium percondensatum är en bladmossart som beskrevs av Brotherus 1925. Rhaphidorrhynchium percondensatum ingår i släktet Rhaphidorrhynchium och familjen Sematophyllaceae. Inga underarter finns listade i Catalogue of Life.